# The Hanging Tree (ハンガー・ゲームの曲)
The Hanging Tree（ハンギング・ツリー）は、2014年公開の映画『ハンガー・ゲーム FINAL: レジスタンス』の劇中歌である。
スーザン・コリンズの小説『Mockingjay』が初出の歌であり、同小説の映画化に際してジェームズ・ニュートン・ハワードが作曲して映画『The Hunger Games: Mockingjay, Part 1』の劇中歌となった。作中ではジェニファー・ローレンスが演じるカットニス・エヴァディーンが独唱で歌っている他、エキストラが合唱で歌っている。歌詞の内容は、亡くなった恋人が深夜に縛り首の木（Hanging tree）に現れるという怪談風の物語である。劇中では歌詞の「necklace of rope（縄のネックレス）」を「necklace of hope（希望のネックレス）」に代えて、希望を訴えた歌詞で歌われている。
映画The Hunger Games: Mockingjay, Part 1はミュージカル映画ではなく、劇中で俳優が歌った本曲は2014年11月14日リリースの初版のサウンドトラックアルバムには収録されていなかったが、2014年12月3日リリースの拡張版のサウンドトラックアルバムに収録され、2014年12月9日に音楽配信でシングル曲としてリリースされた。後発でリリースされたにもかかわらず、ヒットチャートの上位ランキングに入り、『ハンガー・ゲーム・シリーズ』映画シリーズのサウンドトラックの中ではトップクラスの評判を得ており、各国でのゴールドディスク認証を得ている。

## 作曲
スーザン・コリンズが小説Mockingjay（邦題:ハンガー・ゲーム3 マネシカケスの少女）で歌詞を執筆し、インディー・フォーク・バンド、ザ・ルミニアーズのジェレミア・フレイツとウェスレイ・シュルツが歌詞にメロディをつけた。ジェームズ・ニュートン・ハワードはこれらの歌詞とメロディをベースに映画『ハンガー・ゲーム』シリーズの第3作The Hunger Games: Mockingjay, Part 1（邦題:ハンガー・ゲーム FINAL: レジスタンス）の劇中歌とした。
歌詞は英語で少ないフレーズを韻を踏んで7番まで繰り返している。歌詞を日本語意訳すると「あなたが木の元に来たなら、（フレーズ）、不思議なことが起きるけど不思議なことじゃない、真夜中に私たちが縛り首の木の元で会ったなら」という内容である。「（フレーズ）」は1番から4番で異なり、縛り首の木に吊るされた恋人について述べている。5番から7番のフレーズは1番から3番のフレーズと順番は異なるが同一である。

## 劇中歌
劇中で、反乱軍のシンボルであるカットニス・エヴァディーンはスノー大統領と彼が統治するキャピトルへの反乱のプロパガンダ・ビデオ撮影の休憩中に、反乱軍メンバーのポルックスに促されて、川辺で父親から教わったThe Hanging Treeを無伴奏の独唱で歌った。元政府ゲーム・メーカーで反乱軍フィルム・メーカーのプルターク・ヘブンズビーはカットニス・エヴァディーンの歌った歌詞の「necklace of rope（縄のネックレス）」を「necklace of hope（希望のネックレス）」に変えて、希望を訴えた歌としてプロパガンダ・ビデオに収録し、プロパガンダ・ビデオをキャピトルを除く全区域に放送した。プルターク・ヘブンズビーは歌詞と戦争を恐ろしいものだと述べている。プロパガンダ・ビデオに触発された反政府の民衆は、The Hanging Treeの合唱を背景に、キャピトルの水力発電機関のダムを白兵戦で爆破した。
映画ハンガー・ゲーム・シリーズはミュージカル映画ではなく、シリーズを通して劇中で俳優が歌った歌はThe Hanging Tree以外は存在していない。ジェニファー・ローレンスはインタビューで、映画のために歌を歌うことについて緊張していて、人前で歌うのは居心地が悪かったとコメントしている。また、映画プロデューサーにエンディングソングYellow Flicker Beatを歌うことが決まっていたロードが歌って、劇中ではロードのボーカルに合わせたリップシンクで演じることを提案していたことを打ち明けている。

## 興業
初週20万枚を売り上げ、Billboard Hot 100で12位、デジタル・ソング部門では2位にチャート入りして、映画『ハンガー・ゲーム』シリーズのサウンドトラックの中で最高チャートランキングを更新して登場した。また、ジェームズ・ニュートン・ハワードとジェニファー・ローレンスにとっての初めてのHot 100チャート入りの曲となった。2015年1月時点で、100万枚以上のダウンロード販売を売り上げている。
2017年にジェームズ・ニュートン・ハワードは、ヨーロッパで開催したコンサートツアー「3 decades of music for Hollywood」をチェコ・ナショナル交響楽団などとステージを共有して公演し、コンサートでThe Hanging Treeが歌われた。コンサートツアーはイギリスのロイヤル・アルバート・ホールやドイツのヤールフンデルトハレなど15のコンサートホールを回った。サプライジング・イベントとして、ロンドンではジェームズ・ニュートン・ハワードの娘のアヌークが歌手を務め、フランクフルト・アム・マインではドイツのフォークシンガー、ハンネ・カーが演奏した。

## リリース
The Hanging Treeは劇中歌として同映画の公式サウンドトラックアルバムThe Hunger Games: Mockingjay, Part 1に収録してリリースされている。また、シングル曲として音楽配信・CDシングルでリリースされている。
2014年11月14日リリースの初版の公式サウンドトラックアルバムではエンディングソングYellow Flicker Beatのみが収録されてThe Hanging Treeは収録されていなかったが、2014年12月3日リリースの拡張版の公式サウンドトラックアルバムではYellow Flicker BeatとThe Hanging Treeの両方が収録された。その6日後にシングル曲として、2014年12月9日にアメリカ合衆国で音楽配信でリリースされ、2014年12月19日にドイツでCDシングルでリリースされた。
| 国/地域        | 日付           | 規格                   | レーベル               | 出典   |
| -------------- | -------------- | ---------------------- | ---------------------- | ------ |
| アメリカ合衆国 | 2014年12月3日  | CDアルバム             | リパブリック・レコード | [ 13 ] |
| アメリカ合衆国 | 2014年12月9日  | Contemporary hit radio | リパブリック・レコード | [ 13 ] |
| アメリカ合衆国 | 2014年12月15日 | Hot adult contemporary | リパブリック・レコード | [ 14 ] |
| ドイツ         | 2014年12月19日 | CDシングル             | リパブリック・レコード | [ 2 ]  |

CDシングル収録曲
| #  | タイトル             | 作詞               | 作曲                             |
| -- | -------------------- | ------------------ | -------------------------------- |
| 1. | 「The Hanging Tree」 | スーザン・コリンズ | ジェームズ・ニュートン・ハワード |
| 2. | 「The Mockingjay」   |                    | ジェームズ・ニュートン・ハワード |

## ゴールドディスク
各国でゴールドディスクの認定を受けている。
| 国/地域                                             | 認定        | 認定/売上数 |
| --------------------------------------------------- | ----------- | ----------- |
| オーストラリア (ARIA)                               | Gold        | 35,000^     |
| オーストリア (IFPI Austria)                         | Gold        | 15,000*     |
| カナダ (Music Canada)                               | Platinum    | 80,000*     |
| ドイツ (BVMI)                                       | Platinum    | 400,000     |
| アメリカ合衆国 (RIAA)                               | 2× Platinum | 2,000,000   |
| * 認定のみに基づく売上数 ^ 認定のみに基づく出荷枚数 |             |             |

## チャート
| チャート (2014–15)                    | 最高順位 |
| ------------------------------------- | -------- |
| オーストラリア (ARIA)                 | 5        |
| オーストリア (Ö3 Austria Top 40)      | 1        |
| チェコ (Singles Digitál Top 100)      | 25       |
| ベルギー (Ultratop 50 Flanders)       | 8        |
| ベルギー (Ultratop 50 Wallonia)       | 18       |
| カナダ (Canadian Hot 100)             | 14       |
| カナダ CHR/Top 40 (Billboard)         | 21       |
| カナダ Hot AC (Billboard)             | 41       |
| フランス (SNEP)                       | 23       |
| ドイツ (GfK Entertainment charts)     | 1        |
| ハンガリー (Single Top 40)            | 1        |
| アイルランド (IRMA)                   | 20       |
| オランダ (Single Top 100)             | 36       |
| ニュージーランド (Recorded Music NZ)  | 9        |
| ノルウェー (VG-lista)                 | 30       |
| スロバキア (Singles Digitál Top 100)  | 10       |
| Slovenia (SloTop50)                   | 32       |
| スペイン (PROMUSICAE)                 | 39       |
| スウェーデン (Sverigetopplistan)      | 29       |
| スイス (Schweizer Hitparade)          | 4        |
| UK Singles (Official Charts Company)  | 14       |
| US Billboard Hot 100                  | 12       |
| US Adult Contemporary (Billboard)     | 30       |
| US Adult Top 40 (Billboard)           | 14       |
| US Dance/Mix Show Airplay (Billboard) | 19       |
| US Pop Airplay (Billboard)            | 10       |

| チャート (2015)                  | 最高順位 |
| -------------------------------- | -------- |
| Germany (Official German Charts) | 29       |
| US Billboard Hot 100             | 78       |